# 합리적 의혹
합리적 의혹(合理的 疑惑, 영어: reasonable suspicion)은 미국 형사제도에서 특정화된 감이나 불특정한 의심이 아닌 구체적이고 명확한 사실에 기반한 의혹을 말하며 미국 형사소송법상 기준이다. 교통경찰이 자동차를 멈추어 몸을 수색하는 등 조사하는 것은 영장없이 합리적 의혹이 있으면 가능하다. 경찰관직무집행법(이하 경직법) 상, 불심검문은 경찰관의 합리적 의혹을 전제로, 피검문자를 정지시켜 질문함으로써, 불심점을 해소하는 것을 내용으로 한다.

## 같이 보기
- 합리적 의심(반대의 뜻)
- 상당한 근거(합리적 의혹보다 한 단계 높은 기준)